# Horie Jui
Horie Josiko (堀江 由子; Hepburn: Yoshiko Horie; 1976. szeptember 20.–), művésznevén Horie Jui (堀江 由衣; Hepburn: Yui Horie) japán énekes. Japán rajongóitól a Hocchan (ほっちゃん) becenevet kapta. 
Egy rádióműsor, a Horie Jui no Tensi no Tamago (堀江由衣の天使のたまご; Hepburn: Horie Yui no Tenshi no Tamago, ’Horie Jui angyali tojásai’) műsorvezetője, valamint az Aice5 nevű csoport alapító tagja. Tagja egy másik együttesnek is, a Kurobara Hozankai-nak YUIEL álnéven. Hobbijai közé tartozik a vállmasszázs, az olvasás és a főzés.

## Életrajz
Horie Kacushikában született. Gyerekként a Dirty Pair című animesorozat hatalmas rajongója volt, majd később kijelentette, hogy ez a sorozat ihlette, hogy énekes legyen.
1997-ben debütált a Voice Fantasia című videójátékban  és több szerepet kapott különféle animékben (a Kurogane Communicationben kapta meg az először vezető szerepét Harukaként) 2000-ben volt a fordulópont karrierjében, mikor elnyerte Naruszegava Naru szerepét a népszerű animében, a Love Hina-ban. Majd karrierjének figyelemreméltó és meghatározó pillanatai vitték  Honda Toru szerepéhez a Fruits Basket-ben (2001), és 2000-ben kiadta az első albumát Mizutamari ni Ucuru Szekai címmel. Azóta Japánban ő az egyik legnépszerűbb anime-szinkronszínész.
Horie 2001-ben alakított egy átmeneti csapatot a Jamato Nadesiko néven a híres Tamura Jukarival. Kiadtak két kislemezt a Mō Hitori no Vatasi-t (もうひとりの私) és a Merry Merrily-t, az utóbbi a Love Hina Christmas Special betétdala volt. 2005 októberében alapította meg az Aice5-ot, egy J-Pop együttest, ami 4 tagból állt, majd hivatalosan 2007. szeptember 20-án oszlottak fel. 2005-ben együttműködött néhány másik művésszel, mint például az Unscandallel, vagy 2007-ben a Kurobara Hozonkai nevű egy  japán gót bandával, majd az Arts Vision alkalmazta 2007 közepéig.
6 független zenés albumot adott ki és majdnem mindegyikük tartalmaz egy számot olyan animéből, amiben közreműködött. Jelenleg a Starchildnél ad ki lemezeket (King Records egyik alosztálya).

## Szerepei

### Anime/video játékok

#### 1997
- Photon: The Idiot Adventures (Aun Freya)
- Tenchi Muyo Movie 2: Daughter of Darkness (névtelen)

#### 1998
- Bubblegum Crisis Tokyo 2040 (Galatea)
- Cowboy Bebop (Girl A)
- Akihabara Dennou Gumi (Francseszka)
- Kurogane Communication (Haruka)
- Sorcerous Stabber Orphen (Fiena)
- St. Luminous Mission High School (Lita Ford)
- Steam Detectives (Gina)
- Weiß Kreuz (Fudzsimija Aja – Aja/Ran testvére)

#### 1999
- Arc the Lad (Lieza)
- Dangaizer 3 (Pikusiszu)
- Omishi Magical Theater: Risky Safety (Nacume Szuzukoe)
- To Heart (Multi)
- Trouble Chocolate (Mint)

#### 2000
- Ah! My Goddess: The Movie (Kurono)
- Argento Soma (Sue Harris)
- Attack Armor Audian (Kuvieza Kororu)
- full moon wo sagashite (Meroko)
- Gate Keepers (Kjanari)
- Infinite Ryvius (Michelle Cay)
- Kikaider (Komojodzsi Micuko)
- Love Hina (Naruszegava Naru)
- Mon Colle Knights (Hiiragi Rokuna)
- Sci-fi Harry (Catherine Chapman)
- Skies of Arcadia (Fina)

#### 2001
- Angelic Layer (Fudzsimori Hiromi)
- Comic Party (Multi)
- Dead or Alive 3 (Hitomi)
- Figure 17 (Ibaragi Szakura)
- Fruits Basket (Honda Toru)
- Love Hina Again (Naruszegava Naru)
- Mon Colle Knights (Hiragi Rockna)
- Prétear (Takako/Mikage)
- Shaman King (Iron Maiden Jeanne és Lilly)
- Sister Princess (Szakuja)
- Tales of Eternia: The Animation (Corina Solgente)
- Z.O.E ~Zone of the Enders~ (Celvice Klein)

#### 2002
- Canary (Madoka)
- Ground Defense Force! Mao-chan (Marujama Szilvia)
- Kanon (Cukimija Aju)
- Jing: King of Bandits (Mirabelle)
- Magical Shopping Arcade Abenobashi (Amirjun a 8. részben)
- Pia Carrot Movie (Amano Orie)
- Samurai Deeper Kyo (Siina Juja)
- Shrine of the Morning Mist (Koma)
- Sister Princess: Re Pure (Szakuja)
- Spiral: The Bonds of Reasoning (Takeucsi Rio)

#### 2003
- Bottle Fairy (Szarara)
- D.C.: Da Capo (Sirakava Kotori)
- Dead or Alive Xtreme Beach Volleyball (Hitomi)
- Kanon Kazahana (Cukimija Aju)
- The Mythical Detective Loki Ragnarok (Mayura Daidouji)
- Nanaka 6/17 (Yuriko Amemiya)
- Ultra Maniac (Ayu Tateishi)

#### 2004
- Re: Cutie Honey (Honey Kiszaragi)
- Dead or Alive Ultimate (Hitomi)
- Futakoi (Icsidzso Kaoruko)
- Futakoi Alternative (Icsidzso Kaoruko)
- Jubei-chan 2 (NanohanaDzsijuu / Jagju Dzsubei)
- Mars Daybreak (Higasibara Megumi)
- School Rumble (Szavacsika Eri)
- 10 Tokyo Warriors (Amitaka Futaba)
- To Heart: Remember My Memories (Multi)
- Yugo the Negotiator (Nadzsenka (Oroszország fejezet))
- Winx Club (2nd season) (Musa)

#### 2005
- Air (cameo) (Cukimija Aju)
- D.C.S.S.: Da Capo Second Season (Sirakava Kotori)
- Dead or Alive 4 (Hitomi)
- Immortal Grand Prix (Fantine Valgeon)
- Loveless (Ginka)
- Mahoraba ~Heartful Days~ (Csanohata Tamami)
- Mahou Sensei Negima (Szaszaki Makie)
- Paniponi Dash! (Uehara Mijako)
- School Rumble OVA (Szavacsika Eri)
- Shining Force Neo (Meryl)
- The Law of Ueki (Pecoru)
- The Wings of Rean (Erebosu)

#### 2006
- Canvas 2: Niji Iro no Sketch (Táncos a 24. részben)
- D.Gray-man (Mei-Ling)
- Dead or Alive Xtreme 2 (Hitomi)
- Dōbutsu no Mori (Ai)
- Inukami! (Jouko)
- Kanon (Cukimija Aju)
- Kashimashi: Girl Meets Girl (Kamiizumi Jasuna)
- Higurashi No Naku Koro Ni Matsuri (Hanjuu)
- Kidou Senshi Gundam CLIMAX U.C. (Ellen Rochefil)
- Negima!? (Szaszaki Makie)
- Otome wa Boku ni Koishiteru (Mijanokódzsi Mizuuho)
- Ray the Animation (Szumire)
- Rumble Roses XX (Aihara Makoto / A fekete öves démon)
- School Rumble 2nd Term (Szavacsika Eri)
- Virtua Fighter 5 (Umenokodzsi Aoi)
- Zero no Tsukaima (Szieszta)

#### 2007
- D.C. II: Da Capo II (Aszakura Jume)
- Gakuen Utopia Manabi Straight! (Amamija Manami)
- Higurashi no Naku Koro ni Kai (Hanjuu)
- Idolmaster: Xenoglossia (Hagivara Jukiho)
- Nagasarete Airantō (Szuzu)
- Shining Tears X Wind (Kureha Tōka)
- Sky Girls (Fudzsieda Nanae)
- Starchild Loner (Fuju May)
- Suteki Tantei Labyrinth (Bjakko, Maru)
- Tokyo Majin Gakuen Kenpuchō: Tō (Miszato Aoi)
- Zero no Tsukaima: Futatsuki no Kishi (Sziezsta)

#### 2008
- D.C. II: Da Capo II Second Season (Aszakure Jume)
- Hyakko (Szuzugazaki Csie)
- Ikki Tousen: Great Guardians (Csūbō Szonken)
- Persona 4 (Szatonaka Csie)
- School Rumble 3rd Term (Szavacsika Eri)
- The Tower of Druaga: the Aegis of Uruk (Fatina)
- Toradora! (Kusieda Minori)
- Vampire Knight (Juki Cross)
- Vampire Knight Guilty (Juki Cross/Kuran)
- Virtua Fighter 5 R (Umenokodzsi Aoi)
- Wagaya no Oinari-sama. (Takagami Mijako)
- Zero no Tsukaima: Princesses no Rondo (Szieszta)

#### 2009
- Aoi Hana (Ikumi Kjōko)
- Bakemonogatari (Hanekava Cubasa)
- Hayate the Combat Butler!! (Sonia Shaflnarz)
- Higurashi no Naku Koro ni Rei (Hanjū)
- Natsu no Arashi! (Jamazaki Kanako)
- Saki (Fukudzsi Mihoko)
- The Tower of Druaga: the Sword of Uruk (Fatina)
- Umineko no Naku Koro ni (Usiromija Maria)

#### Dráma CD-k
- Bludgeoning Angel Dokuro-Chan (Dokuro-chan)
- Pandora Hearts (Sharon Reinsworth)
- Rozen Maiden (Sinku)
- Shinshi Doumei Cross (Amamija Usio)

## Lemezei

### Albumok
- Mizutamari ni Utsuru Sekai (水たまりに映るセカイ?) (2000)
- Kuroneko to Tsuki Kikyū o Meguru Bōken (黒猫と月気球をめぐる冒険?) (2001)
- Ho? (ほっ??) (2003)
- Sky (2003)
- Rakuen (楽園?) (2004)
- Usotsuki Alice to Kujiragō o Meguru Bōken (嘘つきアリスとくじら号をめぐる冒険, Usotsuki Arisu to Kujiragō o Meguru Bōken?) (2005)
- Darling (2008)
- A Votre Sante!! (2008) (a Honzokai Kurobarával)
- Honey Jet!! (2009)

### Kislemezek
- Eternal Fantasy 3 Perpetual Blue (悠久幻想曲３パーペチュアルブルー, Yūkyū Gensōkyoku 3 Pāpechuaru Burū?) Maxi Single Collection Part.6 (2000)
- Merry Merrily (Yamato Nadeshiko) (2001)
- Love Destiny (May 16, 2001)
- Kirari Takaramono (キラリ☆宝物?) (February 28, 2002)
- All My Love (July 24, 2002)
- Kokoro Harete Yo mo Akete (心晴れて 夜も明けて?) (February 4, 2004)
- Scramble (Yui Horie with UNSCANDAL) (October 27, 2004)
- Hikari (Inukami! Opening Theme) (May 24, 2006)
- Days (Includes theme songs for Nagasarete Airantō) (May 2, 2007)
- Koisuru Tenkizu (恋する天気図?) (August 17, 2007)
- Vanilla salt (Toradora! Ending 1) (October 22, 2008)
- silky heart (Toradora! Opening 2) (January 28, 2009)
- YAHOO!! (2009. augusztus 5.)

## DVD-k
- Sakura – bemutató videó az első albumához, a Mizutamari ni Ucuru Szekai-hoz (水たまりに映るセカイ)
- Love Destiny – az élőszereplős videó egyes részei láthatóak a Sister Princess nyitó animációjában
- Kirari Takaramono – a Love Hina Again nyitódala
- All My Love – az Earth Defender Mao-chan záródala
- Kokoro Harete Yo mo Akete – a Jubei-chan 2 záródala
- LIVE DVD 2006 – The Adventure Over Yui Horie (堀江由衣をめぐる冒険, Horie Yui o Meguru Bōken)
- LIVE DVD 2007 – Horie Yui Christmas Live (堀江由衣 クリスマスライブ~由衣がサンタに着がえたら, Yui Ga Ni Santa Kigaetara)

## Legjelentősebb számai
- Love Destiny – Sister Princess, nyitódal
- Mainichi ga O-tenki (Jó idő minden nap) – Love Hina
- Egao No Mirai E (A mosoly jövője felé) – Love Hina
- Kirari Takaramono (Csillogó kincsek) – Love Hina Again, nyitódal
- Be For You, Be For Me – Love Hina Again, záródal
- Yakusoku (Ígéret) – Love Hina
- Happy Happy Rice Shower – Love Hina
- Tsubasa (Gyűrűk) – Sister Princess Ending
- Girlish – Sister Princess, Szakuja témája
- Destiny – Kikaider záródal
- Feel my feeling – School Rumble Eri témája
- RAMUNE iro no natsu – Love Hina
- Kokoro Harete Yo mo Akete – Jubei-chan 2
- IN YOU – Shaman King
- ALL MY LOVE – Ground Defense Force! Mao-chan, nyitódal
- IT's MY STYLE – Earth Defender Mao-chan, záródal
- Soyokaze no Harmony – From D.C.- Da Capo (Sirakava Kotori dala)
- Sono Saki no Justice – Shaman King, Iron Maiden Jeanne dala
- Aosusuki – Samurai Deeper Kyo
- Scramble – School Rumble, nyitódal
- Pacem in Terris – Shaman King, Iron Maiden Jeanne S. F. O. V dala
- Aki Uta ~Sarara~ – Bottle Fairy, záródal (7-9. részek)
- Anata ga Suki (I like You) – Ultra Maniac, Tateisi Aju
- Hikari – Inukami!, nyitódal
- Days – Nagasarete Airantou, első nyitódal
- Say Cheese! – Nagasarete Airantō, első záródal
- Koisuru Tenkizu – Nagasarete Airantō, második záródal
- Poetry Love – Kogado game Heartful Memories
- Nano Desu – Higurashi no Naku Koro ni Kai, Szereplő CD